# Maravella
Maravella és un poble del terme municipal d'Oliola, a la Noguera. El 2019 tenia 2 habitants.
Està situat en el sector meridional del terme municipal, al sud-est de Claret i al nord-est de Coscó. Dista 3 quilòmetres en línia recta del cap de municipi, amb el qual es comunica a través de la pista rural asfaltada que també passa per Claret i mena a Coscó.